# جيوفاني جيل
جيوفاني جيل (بالإسبانية: Giovanni Gil)‏ هو رسام ونقاش وفنان سلفادوري، ولد في 19 ديسمبر 1971 في سان سلفادور في السلفادور.

## معرض صور

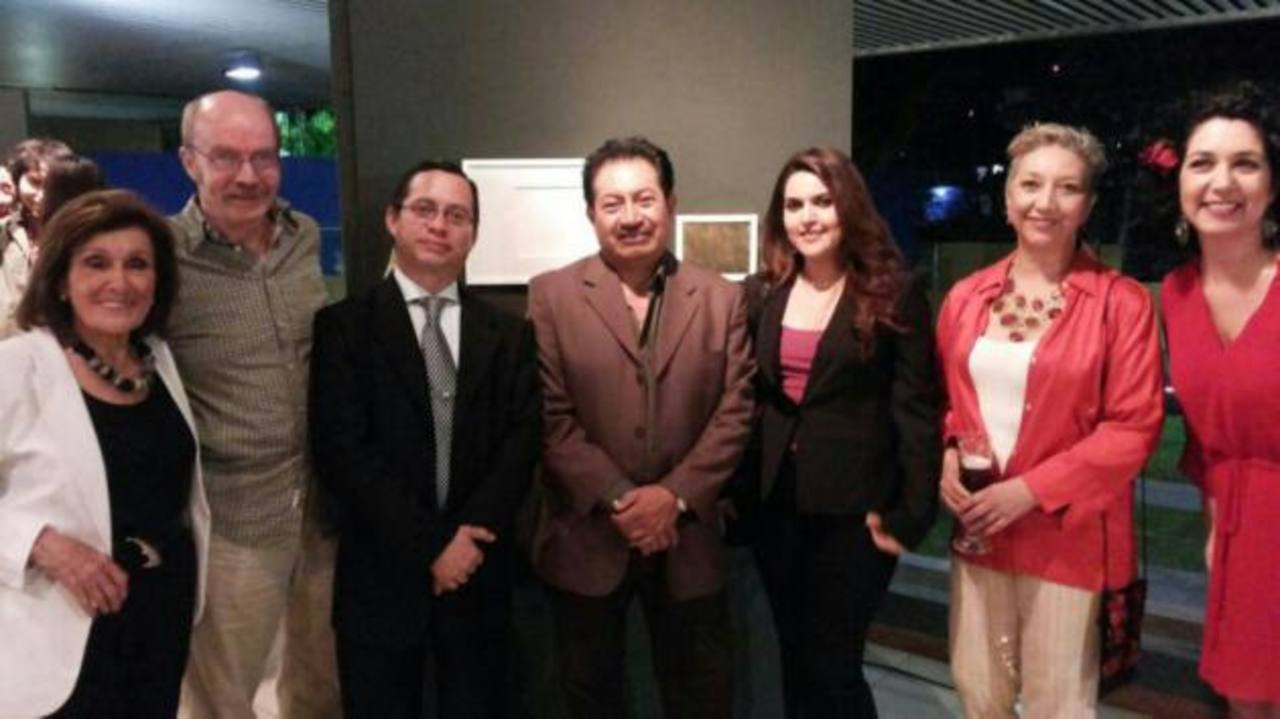
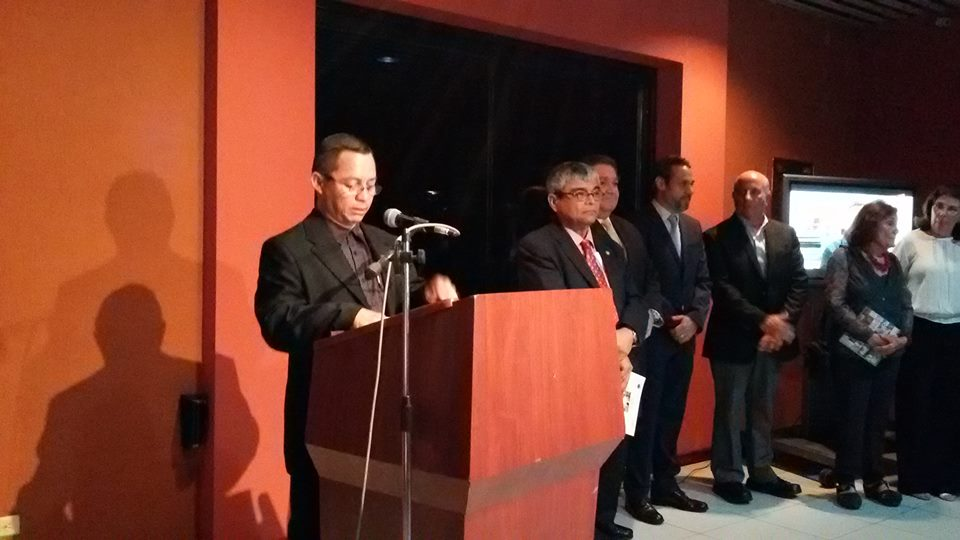
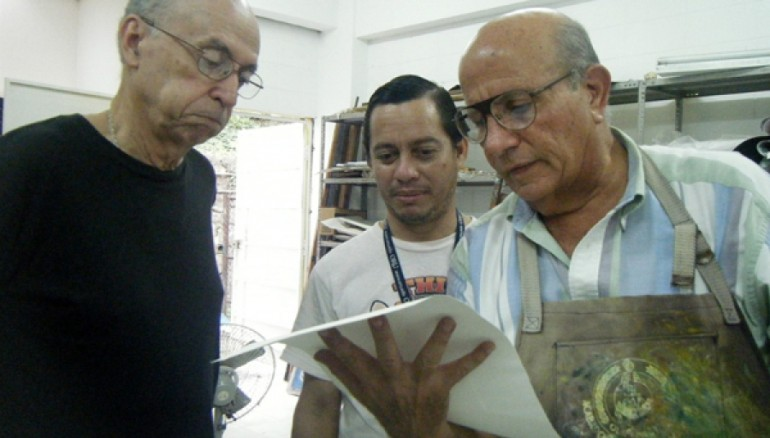
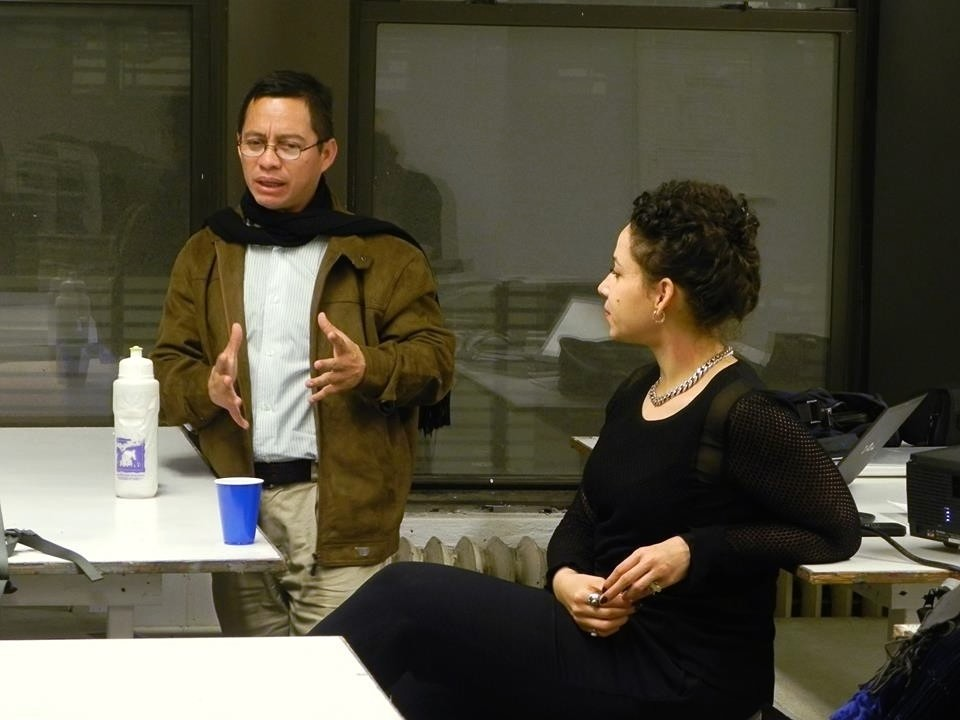

## وصلات خارجية
- الموقع الرسمي